# Sparzanza
Sparzanza är ett svenskt hårdrocksband från Karlstad som bildades 1996. Debutalbumet Angels of Vengeance släpptes 2001. Sedan dess har soundet utvecklats mer åt metalhållet. I februari musikåret 2009 släpptes bandets fjärde fullängdsalbum, In Voodoo Veritas. Albumet Circle, släpptes 2014.

## Historia
Sparzanza bildades 1996 i Kil, strax utanför Karlstad av Anders Åberg, Peter Eriksson och bröderna Calle och David Johannesson. Andreas Kloss gick med något senare som bandets basist. 1997 släppte de sin första 7" EP, Wheeler Dealer och kort därefter slutade Kloss. Johan Carlsson värvades som bandets nya basist. Efter ett antal EP-skivor, samlingsskivor och flitigt turnerande, slutade Peter Eriksson som bandets sångare 1999. Året därpå värvades Fredrik Weileby och en demo spelades snabbt in, vilket resulterade i att det franska skivbolaget Water Dragon Records släppte spliten I love you ... both 2000. Efter spliten var det dags att spela in bandets första fullängdare. Angels of Vengeance släpptes på Water Dragon Records 2001 och fick relativt bra recensioner i stora delar av världen.
Efter ett kort samarbete med Peter Dolving (The Haunted), letade bandet efter en studio att spela in sitt andra album i, och det var där ett samarbete med Rikard Löfgren (Bay Laurel) tog sin början. I september 2003 släpptes Into the Sewers, återigen på Water Dragon Records, och hyllades av recensenter över hela världen. Med Into the Sewers tog bandet ett stort kliv från den stonerrock de inlett sin karriär med, och närmade sig ett mer metalsound. 
I flera år inledde de sina konserter med polissirener. Bandmedlemmarna var även klädda i poliskostymer à la Texas. Denna image lades åt sidan i samband med nästa album.
I början av 2006 startade inspelningen av bandets tredje fullängdare, Banisher of the Light, återigen med Rikard Löfgren bakom spakarna. Mycket av fokuseringen låg på ett starkare låtmaterial, och Löfgren klev därför in som en sjätte medlem. Skivbolaget Water Dragon Records lämnades till förmån för den egna nystartade etiketten Black Cult Records, och Banisher of the Light släpptes därefter i början av 2007. Både Peter Dolving (The Haunted) och Ralf Gyllenhammar (Mustasch) gästade på albumet, och öppningsspåret Going Down rullades på Headbanger's Ball och inkluderades i spelet The Darkness till Xbox360 och Playstation 3.

## 2007 och framåt

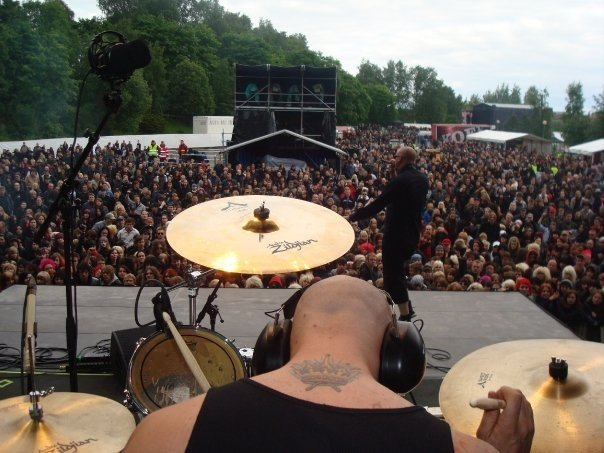
Sauna Open Air 2009.

Efter mycket turnerande med spelningar på bland annat Sweden Rock Festival, Tyrol och Qstock i Finland var det i början av 2008 dags att gå in i studion för att spela in ett fjärde album. Rikard Löfgren kontaktades än en gång och inspelningarna tog sin början. Mitt under inspelningarna valde gitarristen David Johannesson att lämna Sparzanza till förmån för en plats i det svenska hårdrocksbandet Mustasch. Inspelningarna fortlöpte, och ett hårdare och brutalare sound eftersträvades i tidigt skede. Ännu större vikt än tidigare lades på materialet, och In Voodoo Veritas gavs ut 25 februari 2009. 
Ny gitarrist i bandet blev Magnus Eronen (Space Probe Taurus, Moaning Wind m fl). Den 27 februari inledde bandet en Sverige-turné som förband till Dia Psalma, följt av flera succéturnéer i grannlandet Finland. 
2010 signade Sparzanza med finska skivbolaget Spinefarm Records och inledde under hösten samma år inspelningarna för femte skivan. Folie à Cinq som denna skiva kom att heta släpptes i februari 2011.

## Medlemmar

### Nuvarande medlemmar
- Calle Johannesson – gitarr (1996– )
- Anders Åberg – trummor (1996– )
- Johan Carlsson – basgitarr (1997– )
- Fredrik Weileby – sång (2000– )
- Magnus Eronen – gitarr (2009– )

### Tidigare medlemmar
- David Johannesson – gitarr (1996–2009)
- Peter Eriksson – basgitarr, (1996), sång (1996–1999)
- Andreas Kloss – basgitarr (1996–1997)

## Diskografi

### Demo
- 2000 – Promotion CD
- 2001 – Roadrunner
- 2001 – Demo CD 2001

### Studioalbum
- 2001 – Angels of Vengeance
- 2003 – Into the Sewers
- 2007 – Banisher of the Light
- 2009 – In Voodoo Veritas
- 2011 – Folie à Cinq
- 2012 – Death Is Certain, Life Is Not
- 2014 – Circle
- 2017 – Announcing the End

### EP
- 1997 – Wheeler Dealer
  1. Bonanza Justice
  2. Gorilla Circus
  3. Wheeler Dealer
- 1998 – Thirteen (med nya basisten Johan Carlsson. Inspelad i Studio Fredman med bandet och Anders Fridén (In Flames) vid spakarna.)
  1. Thirteen
  2. Death Trippin'
- 2000 — Sparzanza (demo)
  1. The Sundancer
  2. Pavement Princess
- 2000 – I Love You ... Both!! (delad EP med Superdice. Water Dragon Records)
Superdice
  1. Prime
  2. Sheila

Sparzanza
  1. Be Myself
  2. Angel of Vengeance

### Singlar
- 1998 – "Thirteen"
- 2002 – "Dead Again"
- 2009 – "Rebel Yell"
- 2012 – "When Death Comes"
- 2012 – "The Fallen Ones"
- 2015 – "Uprising"
- 2017 – "Vindication"

### Samlingsalbum
- 2016 – Twenty Years of Sin

### Samlingsalbum (div. artister)
- 1998 – Swallow This
- 1998 – Welcome to Meteor City
- 1998 – A Fistful of Freebird
- 2001 – Metalbox
- 2002 – The Mighty Desert Rock Avengers
- 2002 – Burn the Streets Vol.3
- 2006 – Rock And Roll Boulevard - Volume 1